# Euriphene suffumigata
Euriphene suffumigata är en fjärilsart som beskrevs av Holland 1893. Euriphene suffumigata ingår i släktet Euriphene och familjen praktfjärilar. Inga underarter finns listade i Catalogue of Life.